# Port d'Envalira
El port d'Envalira és un coll que travessa els Pirineus, el més alt amb carretera, a 2.409 m sobre el nivell del mar. És situat dins d'Andorra, a la parròquia d'Encamp.

## Geografia
El port d'Envalira uneix el Pas de la Casa, a l'est, únic territori d'Andorra de vessant atlàntic, amb la resta del país, a l'oest, de vessant mediterrani. Al seu peu hi ha les instal·lacions de frontera amb l'Estat Francès, al municipi català de Porta, a la comarca de l'Alta Cerdanya.

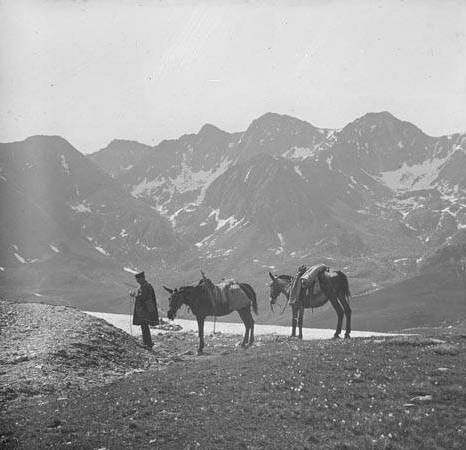
El port d'Envalira en una imatge de 1882

Les aigües del vessant atlàntic van a la conca del riu Arieja i les del mediterrani, a la Valira.

## Comunicacions
La carretera que passa pel port és l'andorrana CG-2, que es converteix en la N22 francesa. És la sola connexió entre ambdós estats. Suporta una gran densitat de trànsit i el port és obert pràcticament tot l'any. De fet, es tracta del port europeu més alt obert tot l'any.
L'any 2002 va entrar en funcionament el túnel de pagament del mateix nom que, a partir de la cota 2.000, salva la part més complicada del port. El túnel té una llargada de 2.860 m i és totalment en territori andorrà.